# Gleisweiler
Gleisweiler é um município da Alemanha localizado no distrito de Südliche Weinstraße, no estado da Renânia-Palatinado. É membro da associação municipal de Verbandsgemeinde Edenkoben.

## Política
Ocupação da cadeiras na comunidade:
|      | SPD | CDU | WGG | Total       |
| 2009 | –   | 7   | 5   | 12 Cadeiras |
| 2004 | 5   | 7   | -   | 12 Cadeiras |